# NodeBox
Nodebox est un outil open source pour la création graphique procédurale statique ou animée. Il utilise une interface graphique basée sur un système de nœuds paramétriques et de la programmation en langage Python. Créé par Frederik De Bleser et Tom De Smedt dans le cadre de l'Experimental Media Group de l'école d'art Saint-Luc d'Anvers. Il est développé en langage java. Une version en HTML5, appelée Nodebox Live, est en cours de développement.
Un atelier de NodeBox est dispensé par Zachary Dodson, Rupesh Vyas, dans le cursus de communication visuel à l'Université Aalto, à Helsinki, en Finlande,

## Caractéristiques
Nodebox est écrit en Python et a été développé à l'origine pour Mac OS X depuis la première version bêta. Une version plus récente fonctionne sous Windows et sous Linux.
Nodebox peut générer des formes vectorielles : courbes de Bézier, polygones (rectangles, étoiles…), ellipses et ovales. Il sait lire plusieurs formats d'image et enregistrer au format PDF ou films QuickTime et dispose dès à présent de plusieurs bibliothèques qui étendent ses fonctionnalités. Le projet trouve son origine dans l'idée d'offrir un environnement d'apprentissage aux débutants en programmation, en particulier les graphistes et designers désireux de s'initier à la génération procédurale et à la visualisation de données. En cela il s'inscrit dans la continuité de projets comme Design By Numbers (en) (dbn) et Processing.
Une bibliothèque Nodebox OpenGL, écrite en python et utilisant le module Pyglet, permet de développer des applications utilisant son système et de la visualisation en trois dimensions,.
Il peut utiliser l'analyse de son comme forme d'entrée depuis la version 3.0.33.